# Natasha Brock
Natasha Birgitte Utlang Brock (født 9. februar 1989 i Hellerup) er en dansk standupkomiker.

## Karriere
I 2014 deltog Natasha til Zulu Comedy Galla, som et af de tre nye håb. Her var hun udvalgt sammen med Victor Lander og Jonas Brøndum. 
I 2017 deltog Natasha i Sæson 5 (Comedy Fight Club Live) af Comedy Fight Club. Også i 2017 var Natasha aktuel med sit første soloshow Mis-Tanker.
I 2018 var Natasha nomineret til Talentprisen til Zulu Comedy Galla. Her var hun nomineret sammen med Pelle Lundberg (som vandt), Mads Holm og Jakob Svendsen.
I 2018 deltog Natasha desuden i Comedy Aid.
I 2019 lavede Natasha sit andet soloshow Psyclus.
I 2022 medvirkede hun i Fuhlendorff og de skøre riddere, hvor hun sammen med Martin Nørgaard blev sendt på en mission af Christian Fuhlendorff for finde ud af, hvad der er galt med borgmesteren i en fantasy middelalderby.
I efteråret 2022 var Natasha aktuel med sit tredje soloshow Ha' det godt i Natashaland. Derudover deltog hun i sæson 19 af Vild med dans sammen med danser Thomas Evers Poulsen. Parret endte med at blive nummer tre.
Hun medvirkede i 2024 i ottende sæson af TV 2s underholdningsprogram Stormester.
I 2025 tog Brock på turné med sit fjerde soloshow Ponydatter.

## Privatliv
Natasha er vokset op i Jesu Kristi Kirke af Sidste Dage Hellige.
Natasha er gift med Albert Dieckmann.